# Il trionfo della vita
Il trionfo della vita (Stand Up and Cheer!) è un film del 1934, diretto da Hamilton MacFadden, con James Dunn e Madge Evans.
Il film è una evidente propaganda a favore del New Deal promosso dal presidente Franklin Delano Roosevelt. È oggi ricordato essenzialmente per aver lanciato Shirley Temple, divenuta negli anni successivi una delle stelle di massima grandezza di Hollywood. Nel film la Temple appare come figlia di James Dunn e canta la canzone Baby Take a Bow, che diverrà il titolo originale del suo successivo film Piccola Stella di Harry Lachman (1934).

## Produzione
Girato con il titolo di lavorazione Fox Movietone Follies - il film fu prodotto dalla Fox Film.

## Distribuzione
Il copyright del film, richiesto dalla Fox Film Corp., fu registrato il 23 marzo 1934 con il numero LP4638.
Distribuito dalla 20th Century Fox, fu presentato negli Stati Uniti in prima il 19 aprile 1934, uscendo poi nelle sale il 4 maggio.

### Censura
Negli ultimi anni il film è stato accusato per razzismo, per questo motivo sono state censurate parecchie scene riducendo la durata nella prima edizione censurata a 69 minuti, e poi per l'uscita negli Stati Uniti del Dvd a 65 minuti.